# Копальні Бешар
Копальні Бешар (Béchar) – комплекс гірничодобувних об’єктів, що здійснювали або здійснюють видобуток вугілля на заході Алжиру в районі міста Бешар.
Головні алжирські вугільні родовища розвідані неподалік від марокканського кордону, в басейнах Кенадса-Бешар (Kenadsa-Béchar), Ксі-Ксоу (Ksi-Ksou) та Sfaïa-Abadla, при цьому на перші два припадає біля 10% та 60% із загальних запасів, що оцінюються від кількох десятків до 100 млн тон. Для Кенадса-Бешар властиве коксівне вугілля із виходом літучих речовин до 25% (вміст сірки 4 – 5%), тоді як у Ксі-Ксоу залягає жирне вугілля з виходом літучих речовин 35% (вміст сірки 3%).
Поклади вугілля в цьому регіоні виявили в 1907 році. Їх розробка почалась в 1918-му з району Кенадси (два десятки кілометрів на захід від Бешару), при цьому споживачем виступала залізнична компанія, яка ще в 1905-му дотягнула до Бешару вузькоколійну («метрову») залізницю від алжирського узбережжя. Первісно розробку вели відкритим способом, а потім перейшли до підземного. Потужність копальні в Кенадсі не перевищувала 100 тон вугілля на добу, при цьому в 1929-му звідси отримали 16 тисяч тон, в 1938-му – 13 тисяч тон.
На тлі дефіциту палива під час Другої світової війни в 1942-го зпочали видобуток вугілля на південній околиці Бешару, де виникло містечко Бешар-Джедід (Новий Бешар). Це дозволило довести добову потужність до 500 тон на добу, при цьому в Бешарі-Джедіді також ввели в дію теплову електростанцію (у підсумку отримала 5 турбін загальною потужністю понад 8 МВт). В 1946-му загальний видобуток вугілля у регіоні склав 215 тисяч тон. Станом на 1948-й тут існувало 6 шахт – 4 в Кенадсі та 2 в Бешар-Джедіді.
Ще в 1940-му залізницю доповнили ділянкою Бешар – Абадла, яка пройшла через Ксі-Ксоу (приблизно півсотні кілометрів на південний захід від Бешару). Наявність залізниці сприяла початку в 1948-му розробки покладів у Ксі-Ксоу, що довело загальну добову потужність вугільних підприємств регіону до 1100 тон. Фактичний рівень видобутку досягнув 258 тисяч тон в 1950-му та 303 тисяч тон (рекордний показник за вся історію басейну) в 1953-му. В цей період головними споживачами стали оранські теплоелектростанції (передусім ТЕС Равін-Бланк), цементні та цегляні заводи. Також частину вугілля (до 15 – 20%) могли експортувати до Марокко та Іспанії, при цьому ще в 1942-му до Бешару продовжили залізницю стандартної колії, що починалась так само на узбережжі Середземного моря, але на території Марокко (все це було частиною проекту Середземномор’я – Нігер, що у підсумку так і не був завершений). Що стосується алжирської залізниці, то вона перейшла на тепловози та дизельне пальне.
Ще з 1943-го вугільні копальні перейшли від залізниці до «Régie des Charbonnages de Colomb-Béchar», а з 1947-го до Houillères du Sud Oranais. Діяльність останньої станом на другу половину 1950-х була стабільно збитковою та залежала від державних субсидій. Електростанція (на той момент вона вже мала мережу ЛЕП завдовжки 70 км, що живила копальні у Кенадсі та Ксі-Ксоу) перебувала у поганому технічному стані та продукувала лише 17 млн кВт-год на рік. На цьому тлі відбувалось стрімке скорочення виробництва – з 297 тисяч тон у 1956-му до 122 тисяч тон у 1959-му.
В 1961-му прийняли рішення про закриття копалень у Ксі-Ксоу та Кенадсі. Видобуток вугілля в 1980-х роках оцінювався від 7 до 15 тисяч тон на рік.
В 2022-му права на видобуток вугілля в Бешарі отримала турецька компанія Sarl Tunch, яка потребує це паливо для свого нового заводу прямого відновлення заліза у алжирській Тамзурі (наприкінці 1923-го знаходився на фінальному етапі будівництва). В межах цього проекту планується видобуток 150 тисяч тон на рік.